# Irajapintoseidon
Irajapintoseidon è un genere estinto di pesci ossei appartenente all’ordine Palaeonisciformes, vissuto durante il Permiano inferiore. I suoi resti fossili sono stati ritrovati in Uruguay. L'unica specie nota è Irajapintoseidon uruguayensis.
Il genere è l’unico rappresentante della famiglia Irajapintoseidae.

## Descrizione
Irajapintoseidon si distingue da altri palaeoniscoidi per una combinazione di tratti anatomici unici. Presenta un postrostrale robusto con sutura posteriore a forma di V. Le ossa nasali sono in contatto diretto con il dermosfenotico. L’operculum è circa due volte più grande del suboperculum. Sono presenti dodici ossa extrascapolari, un numero elevato rispetto alla maggior parte degli altri taxa. Le scaglie sono ornamentate, probabilmente ricoperte da ganoina, tipica dei pesci ossei primitivi.
Queste caratteristiche morfologiche evidenziano la natura aberrante del genere, distinguendolo chiaramente da altri pesci coevi come Angatubichthys mendesi, con cui condivide l’ambiente ma non le caratteristiche diagnostiche principali.

## Classificazione
Il genere Irajapintoseidon fu descritto da Beltan nel 1989, sulla base di resti fossili ritrovati nella formazione San Gregorio in Uruguay, inizialmente attribuita al Carbonifero superiore ma in seguito attribuita al Permiano inferiore. Successivamente vennero descritti altri fossili di questa specie, provenienti dal Permiano inferiore del Brasile. Beltan descrisse il genere nell’ambito di uno studio sui pesci fossili del Permiano dell’Uruguay. In tale lavoro, Beltan istituì due nuove famiglie monotipiche di paleonisciformi: Monesedeiphidae (per Monesedeiphus) e Irajapintoseidae (per Irajapintoseidon). Le ascrisse all'ordine Cheirolepidiformes, comprendenti anche forme devoniane quali Cheirolepis. Attualmente i due generi sono considerati attinotterigi arcaici di incerta collocazione sistematica, forse affini al gruppo dei Coccocephalichtyidae.